# پیتر مالوتا
پیتر مالوتا (انگلیسی: Pjetër Malota؛ زادهٔ ۲۸ اوت ۱۹۵۸) یک بدل‌کار و هنرپیشه فیلم‌های اکشن سینمایی می‌باشد که اهل ایالات متحده آمریکا است.
- پیترمالوتا یک فیلم سینمایی درمقام کارگردانی بنام: همه‌شان را بکش (فیلم ۲۰۱۷) با بازی ژان کلود ون دام و دنیل برنارد را دارد.